# Provenchère (Alt Saona)
Provenchère és un municipi francès situat al departament de l'Alt Saona i a la regió de Borgonya - Franc Comtat. L'any 2007 tenia 269 habitants.

## Demografia

### Població
El 2007 la població de fet de Provenchère era de 269 persones. Hi havia 98 famílies, de les quals 16 eren unipersonals (8 homes vivint sols i 8 dones vivint soles), 31 parelles sense fills, 43 parelles amb fills i 8 famílies monoparentals amb fills.
La població ha evolucionat segons el següent gràfic:
Habitants censats

### Habitatges
El 2007 hi havia 110 habitatges, 99 eren l'habitatge principal de la família, 4 eren segones residències i 7 estaven desocupats. 103 eren cases i 7 eren apartaments. Dels 99 habitatges principals, 90 estaven ocupats pels seus propietaris, 9 estaven llogats i ocupats pels llogaters i 1 estava cedit a títol gratuït; 3 tenien dues cambres, 3 en tenien tres, 22 en tenien quatre i 71 en tenien cinc o més. 80 habitatges disposaven pel capbaix d'una plaça de pàrquing. A 33 habitatges hi havia un automòbil i a 62 n'hi havia dos o més.

### Piràmide de població
La piràmide de població per edats i sexe el 2009 era:
| Homes | Edats   | Dones |
| ----- | ------- | ----- |
| 0     | 95 o +  | 0     |
| 0     | 90 a 94 | 0     |
| 4     | 85 a 89 | 0     |
| 0     | 80 a 84 | 4     |
| 4     | 75 a 79 | 4     |
| 4     | 70 a 74 | 0     |
| 4     | 65 a 69 | 4     |
| 8     | 60 a 64 | 4     |
| 0     | 55 a 59 | 0     |
| 12    | 50 a 54 | 0     |
| 8     | 45 a 49 | 16    |
| 8     | 40 a 44 | 8     |
| 16    | 35 a 39 | 12    |
| 4     | 30 a 34 | 16    |
| 0     | 25 a 29 | 0     |
| 0     | 20 a 24 | 0     |
| 20    | 15 a 19 | 12    |
| 8     | 10 a 14 | 24    |
| 12    | 5 a 9   | 8     |
| 4     | 0 a 4   | 4     |

## Economia
El 2007 la població en edat de treballar era de 172 persones, 128 eren actives i 44 eren inactives. De les 128 persones actives 121 estaven ocupades (67 homes i 54 dones) i 7 estaven aturades (2 homes i 5 dones). De les 44 persones inactives 17 estaven jubilades, 18 estaven estudiant i 9 estaven classificades com a «altres inactius».

### Ingressos
El 2009 a Provenchère hi havia 102 unitats fiscals que integraven 290 persones, la mediana anual d'ingressos fiscals per persona era de 17.569,5 €.

### Activitats econòmiques
Dels 8 establiments que hi havia el 2007, 3 eren d'empreses de fabricació d'altres productes industrials, 4 d'empreses de construcció i 1 d'una empresa financera.
Dels 2 establiments de servei als particulars que hi havia el 2009, 1 era un paleta i 1 lampisteria.
L'any 2000 a Provenchère hi havia 3 explotacions agrícoles.

## Poblacions més properes
El següent diagrama mostra les poblacions més properes.